# Ourol

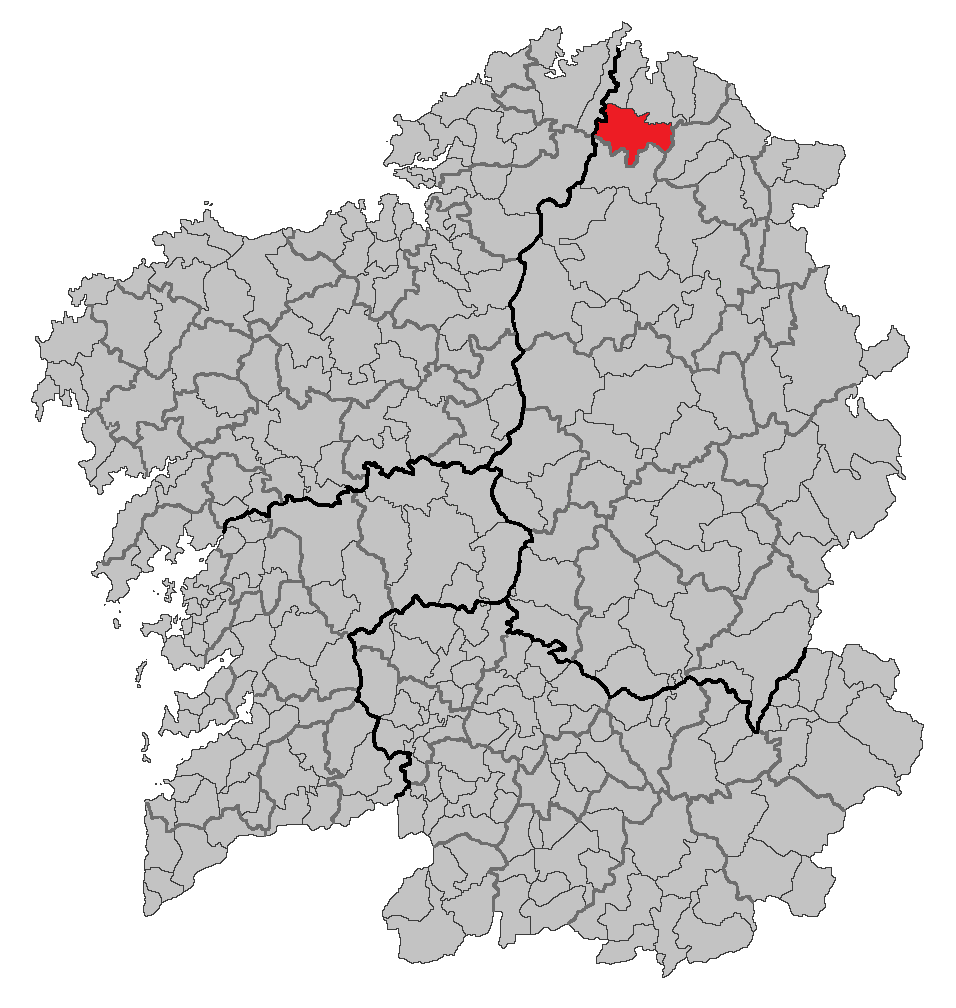
Localização de Ourol

Ourol (em espanhol, Orol) é um município da Espanha na província de Lugo, comunidade autónoma da Galiza, de área 144 km² com população de 1273 habitantes (2007) e densidade populacional de 9,58 hab/km².

## Demografia
| Variação demográfica do município entre 1991 e 2004 | Variação demográfica do município entre 1991 e 2004 | Variação demográfica do município entre 1991 e 2004 | Variação demográfica do município entre 1991 e 2004 |
| --------------------------------------------------- | --------------------------------------------------- | --------------------------------------------------- | --------------------------------------------------- |
| 1991                                                | 1996                                                | 2001                                                | 2004                                                |
| 1959                                                | 1663                                                | 1445                                                | 1365                                                |